# Bonjour les baskets
Bonjour les baskets est une émission pour la jeunesse présentée par Douchka Esposito et diffusée chaque mercredi matin sur Antenne 2 du 7 septembre 1988 au 14 décembre 1988.
Cette émission fait suite à l'émission de Jacqueline Joubert L'été en baskets, présentée par Douchka et l'équipe de Récré A2  durant l'été 1988.
La chanteuse et ambassadrice Disney anime cette émission avec la marionnette Marcel et le robot Diskett.
Claude Pierrard et Thierry Beccaro rejoignent Douchka pour des rubriques. Interviews, reportages, jeux, présentations de livres et de films de cinéma ponctuent l'émission entre deux dessins animés ou séries.
La fin du contrat de Douchka avec Antenne 2 fin 1988 marque la fin de cette émission. Claude Pierrard prend la relève avec Croque-matin dès le 11 janvier 1989.